# Jeremy Kahn
Jeremy Adam Kahn (né le 26 octobre 1969) est un mathématicien américain. Il est spécialiste de géométrie hyperbolique, des surfaces de Riemann et de dynamique complexe.

## Biographie

### Formation
Kahn grandit à New York et fait ses études secondaires au lycée Hunter College. C'est un enfant prodige qui maîtrise les équations du second degré à l'âge de 7 ans, qui a conçu à 8 ans une équation identique à celle conçue par Carl Gauss à l'âge de 9 ans et qui a prouvé le théorème de Pythagore à l'âge de 10 ans. Kahn faisait partie de la cohorte suivie par une étude de l'université Johns-Hopkins sur les jeunes mathématiquement précoces. À l'âge de 11 ans, il obtient un score de 780 sur 800 à la partie mathématique de l'examen SAT-I. À l'âge de 13 ans, il devient la plus jeune personne à faire partie de l'équipe américaine des Olympiades internationales de mathématiques. Il y participe à quatre reprises et remporte des médailles d'argent en 1983 et 1984 et des médailles d'or en 1985 et 1986.
Grâce à ses résultats au concours Putnam, il est nommé Putnam Fellow en 1988. Il obtient une licence en mathématiques à l'université Harvard, puis soutient son doctorat à l'université de Californie à Berkeley en 1995, sous la direction de Curtis McMullen avec une thèse intitulée Holomorphic removability of quadratic polynomial Julia sets.

### Carrière
Kahn est assistant professor au California Institute of Technology de 1995 à 1998 et devient ensuite post-doctorant à l'Université de Toronto. Il travaille alors pour la société d'investissement Highbridge Capital Management en tant qu'analyste en mathématiques financières. Il retourne dans le monde académique comme post-doctorant, puis comme assistant professor à l'université Stony Brook. Il est actuellement professeur à l'université Brown.
En 2012, Kahn et Vladimir Marković reçoivent le prix Clay pour leurs recherches sur la géométrie hyperbolique, en particulier pour leur résultat sur les immersions dans une variété hyperbolique fermée de type 3 (il s'agit plus précisément de la démonstration de la conjecture du sous-groupe de surface (en)) et pour leur démonstration de la conjecture d'Ehrenpreis (en).
En 2014, il est invité comme orateur au Congrès international des mathématiciens à Séoul et donne une conférence intitulée « Le sous-groupe de surface et les conjectures d'Ehrenpreis ».

## Publications choisies
- Jeremy Kahn et Vladimir Markovic, « The good pants homology and the Ehrenpreis Conjecture », Annals of Mathematics, vol. 182, no 1,‎ 2015, p. 1-72 (DOI 10.4007/annals.2015.182.1.1, arXiv 1101.1330)
- Jeremy Kahn et Vladimir Markovic, « Immersing almost geodesic surfaces in a closed hyperbolic three manifold », Annals of Mathematics, 2e série, vol. 175, no 3,‎ 2012, p. 1127-1190 (DOI 10.4007/annals.2012.175.3.4, MR 2912704, arXiv 0910.5501, S2CID 32593851)
- Artur Avila, Jeremy Kahn, Mikhail Lyubich et Weixiao Shen, « Combinatorial rigidity for unicritical polynomials », Annals of Mathematics, vol. 170, no 2,‎ 2009, p. 783-797 (DOI 10.4007/annals.2009.170.783, JSTOR 25662159, MR 2552107, arXiv math/0507240, S2CID 12631168)